# Белтовы тельца

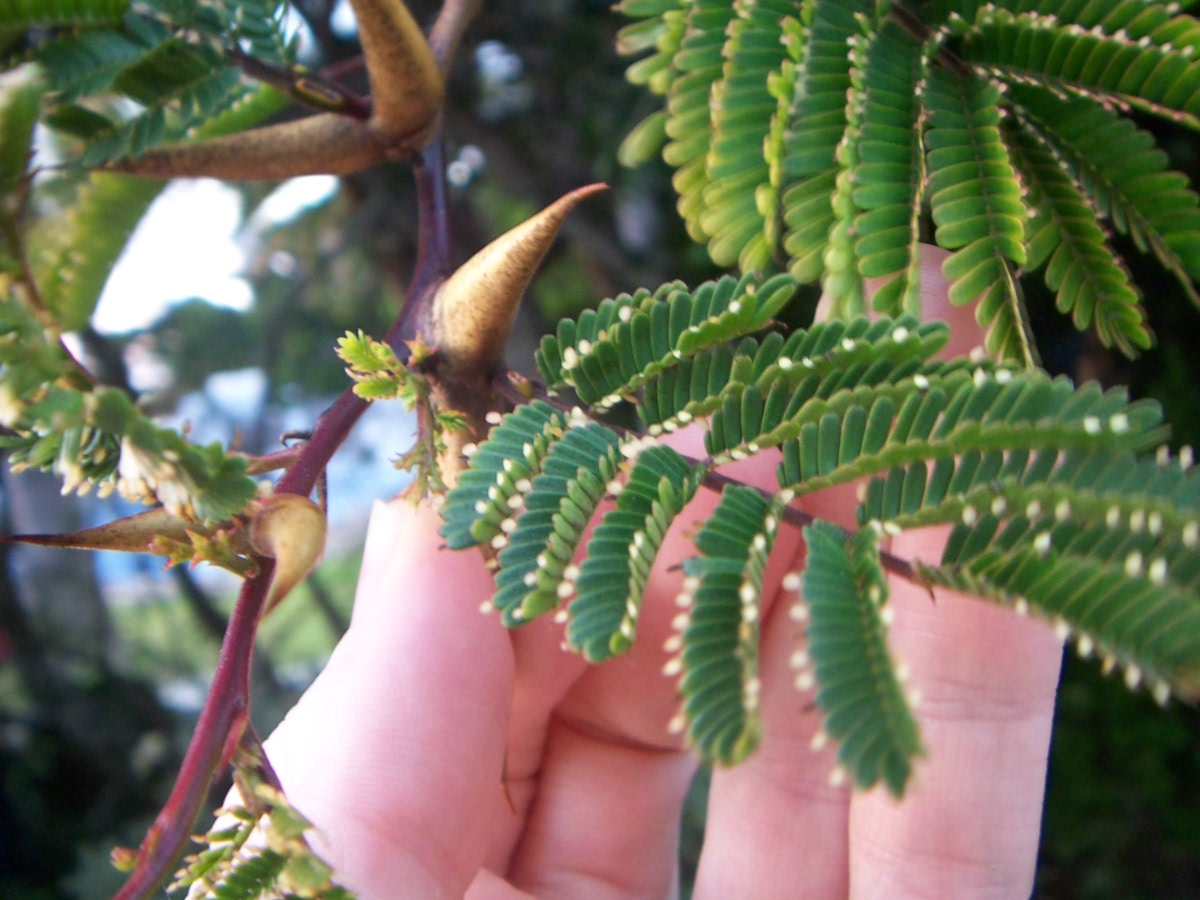
Белтовы тельца на листьях Acacia cinigera

Белтовы тельца, тельца Белта — структура, найденная на листьях нескольких видов акации.
Белтовы тельца, названные так в честь натуралиста Томаса Белта (Thomas Belt; 1832—1878), находятся на кончиках каждого листа и богаты липидами и белками. Часто красного цвета. Они служат пищей муравьям, которые живут в симбиозе с акациями. Муравьи обитают в особых растительных структурах, домациях (маленьких камерах, создаваемых растениями), или же поблизости от растения, и защищают его от растительноядных животных, а также от зарастания лианами.
Было выяснено, что пауки-скакуны (Bagheera kiplingi) также питаются этими образованиями. Белтовы тельца составляют примерно 90 % их рациона, но, в отличие от муравьёв, пауки-скакуны не защищают растение — они просто крадут у муравьёв нектар и тельца Белта, спасаясь от них благодаря своему острому зрению и ловкости.